# 提高原油采收率

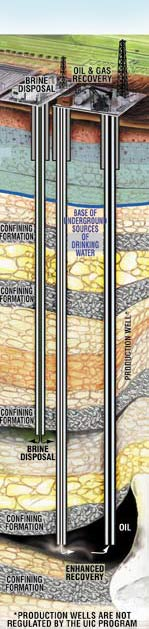
用于提高原油采收率的注入井

提高石油采收率技术（Enhanced Oil Recovery，简称EOR）是指向油藏中注入驱油剂或调剖剂，改善油藏及油藏流体的物理化学特性、提高宏观波及效率和微观驱油效率的采油方法，统称为提高石油采收率技术，或称“强化采油技术”。提高原油采收率也被称为三级采油（与一级采油和二级采油相反）。 据美国能源部称，EOR有三种主要技术：热回收，气体注入和化学品注入。有时四级采收（quaternary recovery）术语被用于指更先进的，推测性的EOR技术。使用EOR，可以提取30％至60％或更多的油藏里原本的石油，而使用一级的和二级的采收率为20％至40％。

## 技术分类
EOR有三种主要技术：注气，热注入和化学注入。 在美国，采用天然气，氮气或二氧化碳（CO2）等气体的天然气注入量占EOR产量的近60％[1]。 热喷射涉及热量的产生，在美国占EOR产量的40％，其中大部分发生在加利福尼亚州。 化学品注入可能涉及使用称为聚合物的长链分子来提高注水的有效性，它占美国EOR产量的大约1％。 2013年，美国从俄罗斯引进了被称为等离子脉冲（Plasma-Pulse）的技术。 这种技术可以使现有油井产量再提高50％。
- 化学驱（Chemical flooding）

- 气驱（Gas flooding）

- 热力采油（Thermal recovery）

- 微生物采油（Microbial Enhanced Oil Recovery，简称MEOR）

## 环境影响
提高的采油井通常将大量的采出水泵送到地表面。 这种水含有盐，也可能含有有毒重金属和放射性物质。 如果没有适当的控制，这可能会对饮用水源和环境造成很大的损害。 处置井(Disposal wells)被用于通过将采出水注入地下而防止土壤和水的表面污染。
在美国，注入井活动由美国国家环境保护局（EPA）和州政府根据《安全饮用水法》进行管理。美国国家环境保护局已经颁布了地下注射控制（UIC）规定，以保护饮用水源。美国国家环境保护局将提高采收率的油井作为“II类”井进行管理。 这些法规要求井操作人员将第二类处理井中用于地下深处回收的盐水重新回注。

## 参阅
- 碳捕集与封存